# Acacia acanthaster
Acacia acanthaster är en ärtväxtart som beskrevs av Bruce R. Maslin. Acacia acanthaster ingår i släktet akacior, och familjen ärtväxter. Inga underarter finns listade i Catalogue of Life.